# 若駒賞 (福山競馬)
若駒賞（わかこましょう）は福山市競馬事務局が福山競馬場のダート1600mで施行していた地方競馬の重賞競走（平地競走）である。

## 概要
2009年にサラブレッド系3歳の中国所属馬限定の競走「若駒賞」として特別競走から重賞競走に格上げする形で創設。創設当初から2010年までは名称を「福山市議会議長杯 若駒賞」として施行された。特別競走時代はアングロアラブ系3歳（旧4歳）の中国所属馬限定戦として施行され、2007年のみサラブレッド系3歳の限定戦、2008年のみアングロアラブ系・サラブレッド系3歳の混合戦として施行された。
福山競馬場で行われていたサラブレッド系3歳限定の最初の重賞競走であり、福山三冠（福山ダービー、鞆の浦賞、福山王冠）路線へ向かうための登竜門ともいえる競走であった。
負担重量は創設当初から2010年までは馬齢重量、2011年以降は定量で54kg、牝馬は53kgである。
賞金総額は81万円で、1着賞金60万円、2着賞金12万円、3着賞金6万円、4着賞金3万円と定められている。

## 歴史
- 2009年 - 福山競馬場のダート1600mのサラブレッド系3歳の中国所属馬限定の馬齢重量の重賞競走「若駒賞」として特別競走から重賞競走に格上げする形で創設。なお、創設当初から2010年までは「福山市議会議長杯 若駒賞」として施行。
- 2011年 - 負担重量を「馬齢重量」から「定量」に変更。
- 2013年 - 佐原秀泰が騎手として初の連覇。

### 歴代優勝馬
| 回数  | 施行日        | 優勝馬         | 性齢 | 所属 | タイム | 優勝騎手 | 管理調教師 |
| ----- | ------------- | -------------- | ---- | ---- | ------ | -------- | ---------- |
| 第1回 | 2009年1月18日 | アグリヤング   | 牡3  | 福山 | 1:48.0 | 嬉勝則   | 江口秀博   |
| 第2回 | 2010年1月17日 | フォーインワン | 牡3  | 福山 | 1:49.7 | 岡崎準   | 松本満夫   |
| 第3回 | 2011年1月16日 | ムツミマックス | 牝3  | 福山 | 1:48.0 | 野田誠   | 末廣卓己   |
| 第4回 | 2012年2月5日  | クーヨシン     | 牝3  | 福山 | 1:48.3 | 佐原秀泰 | 那俄性哲也 |
| 第5回 | 2013年2月2日  | カイロス       | 牡3  | 福山 | 1:47.4 | 佐原秀泰 | 高本友芳   |